# Giovanni Mario Fontana

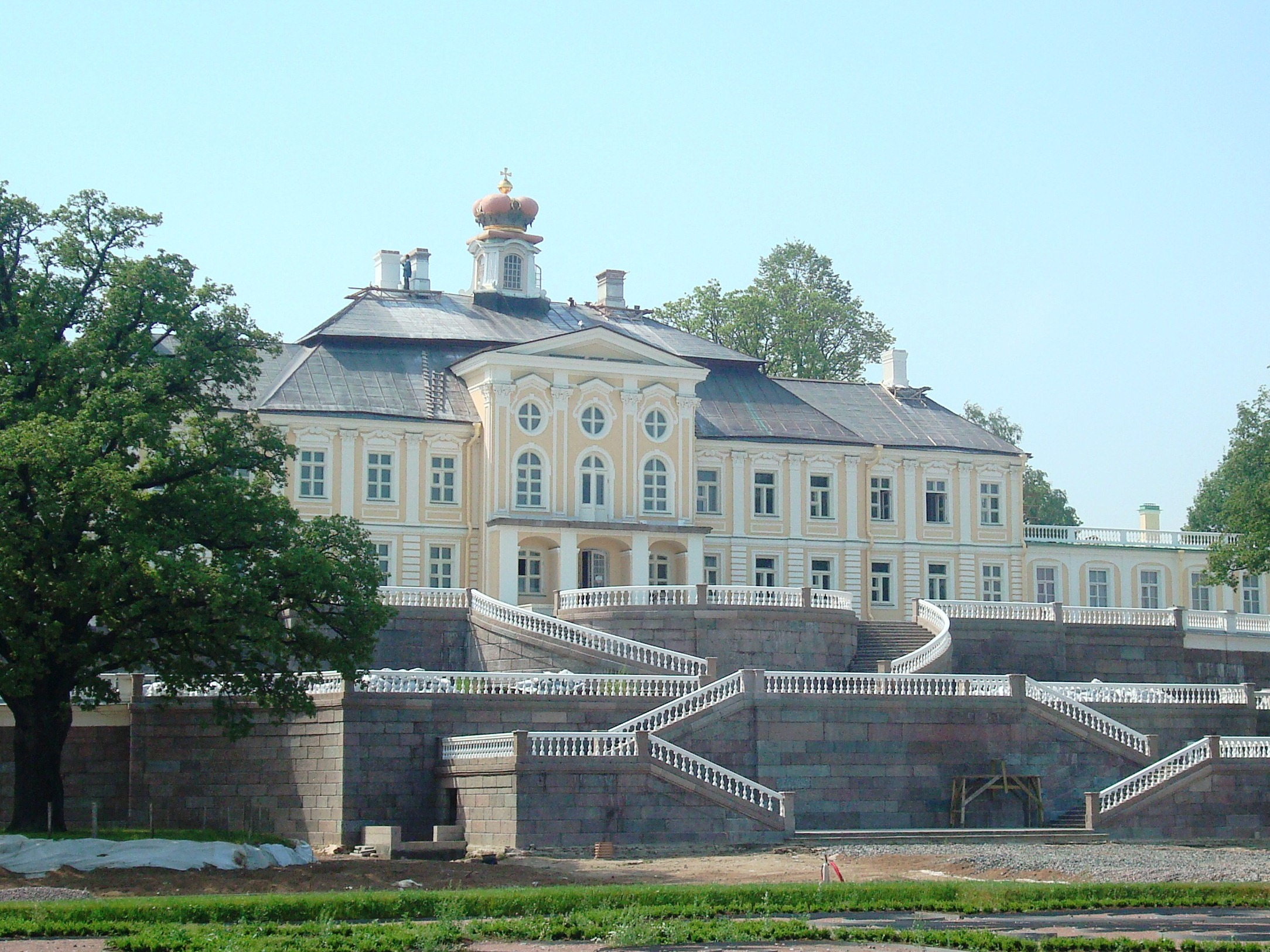
Oranienbaum

Giovanni Maria Fontana  (c 1670 – depois de 1712) foi um arquiteto ítalo-suíço, nascido em Lugano, que trabalhou na Rússia.

## Carreira
Supostamente parente do famoso arquiteto romano Carlo Fontana, Giovanni Maria ou Francesco Fontana chegou ao porto russo de Arkhangelsk vindo da Dinamarca em 1703. Ele trabalhou em Moscou até 1710, quando se mudou para a recém-fundada cidade de São Petersburgo. Nada se sabe sobre ele depois de 1712 (quando ele aparentemente deixou a Rússia).
As encomendas mais proeminentes de Fontana foram as do príncipe Menshikov, para construir seus vários palácios, principalmente Oranienbaum. Ele frequentemente trabalhava em conjunto com Johann Gottfried Schädel. Alguns de seus projetos foram aparentemente plagiados de livros de arquitetura da época.